# Lost Ollie
Lost Ollie (conocida en español como Ollie está perdido) es una miniserie estadounidense que combina imagen real y animación. Fue creada por Shannon Tindle y está basada en el libro infantil Ollie's Odyssey (en español: La Odisea de Ollie) de William Joyce de 2016. 

## Argumento
Lost Ollie sigue a un juguete perdido mientras busca por el campo al niño que perdió mucho más que su mejor amigo. El dúo se embarca en una aventura épica para reencontrarse ante todos los peligros que la infancia puede arrojarles.

## Reparto

### Reparto de voz
- Jonathan Groff como Ollie
- Mary J. Blige como Rosy
- Tim Blake Nelson como Zozo

### Reparto de acción en vivo
- Gina Rodriguez como Mamá
- Jake Johsnon como Papá
- Kesler Talbot como Billy
- William Carson como Billy de joven
- BJ Harrison como Flossie
- Everett Andres como Mike Apple
- Zoë Noelle Baker como Jolene
- Isabel Birch como Suzy
- James Pizzinato como el papá de Suzy / Billy de grande

## Producción
El 6 de octubre de 2020, el director de Netflix, Teddy Biaselli, reveló que la serie había sido recogida por la plataforma de transmisión, y mencionó que la serie había estado en proceso desde 2016.El 9 de marzo de 2021, Jonathan Groff fue elegido para la película como papel principal, con Mary J. Blige, Tim Blake Nelson, Gina Rodriguez, Jake Johsnon y Kesler Talbot uniéndose a la serie. Su producción comenzó en Vancouver.
La fotografía principal de la serie comenzó el 1 de febrero de 2021, y la filmación se llevó a cabo dentro y fuera de la escuela College Park Elementary del 9 al 11 de febrero en Port Moody. Según Production Weekly, el rodaje concluyó en marzo de 2021.

## Recepción
En general, la serie tuvo una recepción positiva. En Rotten Tomatoes, el 94% de las 15 reseñas de los críticos son positivas, con una puntuación media de 8.1/10. El consenso de la web es el siguiente: "Bien elaborada y dolorosamente conmovedora, la melancólica Lost Ollie es un gratificante entretenimiento familiar". En el caso de la audiencia, su nota promedio es de 96% en el sitio.
En Metacritic, los críticos la calificaron con un 71, lo que significa "críticas generalmente favorables".
En IMDb, con casi dos mil votos, los usuarios la calificaron con un 7,7.